# Зусман, Эзра
Эзра Зусман (1900, Одесса — 1973, Тель-Авив) — израильский поэт, переводчик, редактор и театральный критик. Лауреат премии Бялика по литературе 1968 года. Писал на иврите.

## Биография
Родился в семье агронома Авраама Зусмана и вырос на ферме, основанной его отцом. Учился коммерции в ремесленном училище в Одессе и агрономии в университете Харькова. Первые стихи сочинял на русском языке. Под псевдонимом "Эзра Александров" участвовал в литературной жизни г. Одессы начала 1920 - х годов. Вместе с Э. Багрицким, В. Катаевым, И. Ильфом и др. входил в одесское объединение "Коллектив поэтов" (1). Приехал в Эрец-Исраэль в 1922 г. Со дня основания газеты «Давар» был постоянным сотрудником её литературного приложения. Занимался переводами русской поэзии на иврит (Б.Пастернак, А.Ахматова, О.Мандельштам).

В 1968 был удостоен премии имени Бялика.

 Стихи Зусмана были собраны в книгу «Ширим» («Стихи», 1968). 